# Høgni Hoydal
Høgni Karsten Hoydal (Kopenhagen, 28 maart 1966) is een politicus van de Faeröer van de republikeinse partij Tjóðveldisflokkurin. Hij zetelde in het Deens parlement van 2001 tot 2011 en in het parlement van Faeröer sinds 1998.
Hij was minister van justitie (16 mei 1998 - 5 september 2003), vice- eerste minister (1998 - 2004, 2008 en vanaf 2015) en minister van buitenlandse zaken (2008). Sinds 2000 is hij partijvoorzitter van Tjóðveldisflokkurin.
Hoydal is een voorstander van de onafhankelijkheid voor de Faeröereilanden.
- Bibliothèque nationale de France: cb137465233 (data)
- International Standard Name Identifier: 0000 0000 3619 7045
- Library of Congress Control Number: n96022814
- Virtual International Authority File: 54326312
- WorldCat: E39PBJj8QVwQjjQm98PQcGmTpP